# 分離動詞
分離動詞（ぶんりどうし）とは、基本的な動詞語根と付加的な語根から構成される派生動詞で、二つの語根（形態素）が場合により、結合（付加的形態素は接頭辞あるいは「前綴り」となる）されたり、分離（不変化詞）されたりして用いられるものを言う。不変化詞動詞（ふへんかしどうし）ともいう。代表的なものとしては、ドイツ語、オランダ語、フリジア語（それらの方言ともされる地方言語も含む）、また系統は異なるがハンガリー語などにある。これらは文の語順の歴史的または共時的変化による。

## ドイツ語・オランダ語等
ドイツ語・オランダ語等の分離動詞は、不定詞や分詞としては結合形で、定動詞としては分離形で用いられる。定動詞でも副文（従属節）では結合形となる。これは、本来文末にあった定動詞が前に移動したため、前綴りが取り残されたと考えられる（V2語順を参照）。結合形では一般に前綴りにアクセントがあり、前綴りにアクセントがない非分離動詞と区別される。
ドイツ語の例：
- ankommen「到着する」（不定詞）
- anzukommen（zu不定詞）
- Er ist angekommen.「彼は到着した。」（過去分詞）
- Ich komme morgen an.「私は明日到着する。」（定動詞・主文）
- , dass ich morgen ankomme.「私が明日到着すると」（定動詞・副文）

このように、あたかも「もともと結合していたものがある条件で分離する」ように見えるが、それは前述のV2語順と一つの概念を表すものはなるべく一語に綴るという性質によるものと言える。
an と kommen という二つの語が密接に結びついて「到着する」という一つの概念を表し、主文（主節）の定動詞の場合は結合するのに無理があるため分離はやむを得ないがそれ以外においては無理なく結合できるのである。
なお、オランダ語の分離動詞のte不定詞は分離して書かれる（aankomen → aan te komen）。

## ハンガリー語
ハンガリー語では一般に焦点の直後に動詞が来る性質があり、このため分離動詞は、否定文、命令文、禁止文などで分離形となり、付加的形態素は動詞の後に来る。さらに強調する場合は、付加的形態素が動詞の前に離れて立つこともある。
- letesz「（電話を）切る」
- Leteszem a telefont.「私は電話を切る。」
- Nem teszem le a telefont.「私は電話を切らない。」
- Ne tedd le a telefon!「電話を切るな。」
- Le ne tedd a telefon!「電話を切るんじゃない！」（強調形）

## 関連事項
英語には西ゲルマン語としては例外的に分離動詞がない。ドイツ語などのように動詞の前に目的語や（頻度を表すものなど一部を除いて）副詞が来る語順が通常起こりえないためである。ドイツ語等の非分離動詞に対応する複合動詞（例えば forgive）と、分離動詞の分離形に似た句動詞（例えば give up）が存在するが、同じ動詞が二つの形の間で変化することはない。